# نیوآ
نیوآ (به آلمانی: Nivea) یک نام تجاری برای محصولات بهداشتی صورت و بدن است که متعلق به شرکت آلمانی بایرسدورف است که در حوزهٔ آرایشی و بهداشتی فعالیت می‌کند. این شرکت در ۲۸ مارس ۱۸۸۲ توسط داروسازی به‌نام کارل پاول بایرسدورف تأسیس شد.
لبنان و مالزی تنها تولیدکننده‌های کرم‌های نیوآ در آسیا هستند.